# Gregor Vorbarra
Gregor Vorbarra es un personaje de ficción de una serie de novelas e historias cortas escritas por Lois McMaster Bujold conocida como la Serie de Miles Vorkosigan. 
Gregor es el Emperador del Imperio Barrayarés, compuesto por el planeta Barrayar y el anexionado planeta Komarr y el recientemente descubierto Sergyar. Se lo nombra por primera vez en la novela Fragmentos de honor como nieto del Emperador en ese momento, Ezar Vorbarra. Tras la muerte del heredero de Ezar, el Príncipe Serg, el pequeño Gregor, de 4 años de edad, pasa a ser el heredero al trono imperial. 
Antes de morir en Barrayar, Ezar nombra a Aral Vorkosigan Regente Imperial y tutor de Gregor hasta que el niño alcance edad para gobernar. Durante el Alzamiento del Pretendiente Vordarian, la madre de Gregor, la Princesa Kareen muere, dejando a Gregor huérfano. Aral y su mujer Cordelia lo crían junto a su hijo Miles, y ambos crecen como hermanos.
Gregor se convierte en emperador en la novela El aprendiz de guerrero, hasta el último libro de la serie, Inmunidad diplomática. 
En Una campaña civil se casa con la komarresa Laisa Toscane- Aunque se trata de un enlace por amor, sirve como maniobra política para mostrar la unidad entre Barrayar y Komarr, aunque muchos temen que los komarreses lo tomen como un nuevo símbolo del dominio de Barrayar sobre Komarr. Entre los Vor supone una feliz noticia, ya que la continuidad de la línea sucesoria de los Vorbarra pondría riesgo de un vacío de poder en caso de que Gregor falleciera, ya que el tema de la sucesión no es nada claro. En ausencia de descendencia directa del emperador, es posible que el debate sobre la sucesión volviera a plantearse la línea femenina. En ese caso, Aral Vorkosigan (y tras él su hijo Miles y su sobrino Iván) se convertiría en un heredero muy probable.
Además ostenta el título de Conde Vorbarra, con una posición formalmente conocida como de "primero entre los iguales", en honor de su ascendencia de Dorca Vorbarra, el emperador que puso fin a los enfrentamientos entre los feudos de Barrayar. Aunque como Conde Vorbarra tiene derecho a voto, tradicionalmente se abstiene de votar, o lo hace para romper un empate.
Gregor es un emperador bastante liberal, pero debe permanecer contenido para gobernar efectivamente sobre una comunidad tan tradicional como la barrayaresa. 
- Datos: Q5606691